# Usbeken-Khanat
Usbeken-Khanat oder Khanat der Usbeken war der Name einer Stammesföderation der Usbeken in Zentralasien, die 1428 gegründet wurde, 1468 zerbrach, um 1500 neu begründet wurde und ab 1506 in das Khanat Buchara überging.
Weitere von Usbeken beherrschte Khanate waren ab 1510 das Khanat Chiwa und ab 1710 das Khanat Kokand.

## Überblick
Mit dem Namen „Usbeken“ wurden bereits im 14. Jahrhundert verschiedene turksprachige Stämme bezeichnet, die in Westsibirien sowie dem nordöstlichen Kasachstan beheimatet waren und Herrschern aus dem Geschlecht der Schaibaniden unterstanden.
Nach erfolgreichen Kriegszügen gegen die Timuriden und der Eroberung des Gebiets am Syrdarja gründete Abu'l-Chair das Usbeken-Khanat und wollte die neu eroberten Gebiete zum Kern eines zentralisierten Staats machen. Dagegen wendete sich eine Opposition innerhalb der Stammeskonföderation, die „Kasachen“ (Abtrünnige) genannt wurden. Nachdem Abu’l-Chair 1456/57 gegen die Oiraten eine vernichtende Niederlage erlitten hatte, nutzte diese Opposition diese Lage aus: 1468 besiegten die Kasachen Abu’l-Chair und gründeten das Khanat der Kasachen, während das Usbeken-Khanat zerfiel.
Abu’l-Chairs Enkel Muhammad Schaibani errichtete ab 1488 als Vasall der Mogul-Khane das Usbeken-Khanat neu und erreichte 1500 die Unabhängigkeit. 1506 wurde daraus das Khanat Buchara. 1512 spaltete sich das Khanat Chiwa und 1710 das Khanat Kokand ab, wobei alle drei Reiche „usbekische Khanate“ waren. 1753/85 wurde aus dem Khanat Buchara das Emirat Buchara.

## Das Khanat unter Abu'l-Chair

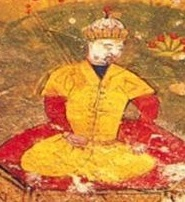
Bild von Abu'l-Chair, 1541

Nachdem die nördlichen Steppennomaden unter der Führung Qasym Khan, der aus der Familie Ordas entstammte, selbstständig wurden, begann ein Kampf um die Vorherrschaft in der Steppe. Boraq Khan (reg. 1422–28), der Sohn Qasyms, hatte erst kurz zuvor mit Hilfe der Timuriden die Übernahme der Weißen Horde angestrebt. Abu'l-Chair (reg. 1428–1468), ein Nachfahre Shibani Khans, konnte mit Hilfe des Nogaiers Waqqas Bej im Jahr 1428 Boraq Khan töten.
Abu'l Chair hatte sich durchgesetzt und begann nun die Nomaden im Gebiet zwischen Tobol, Ural und Syrdarja zu vereinigen. Abu'l-Chair war ein überzeugter Muslim und versuchte einen straff organisierten Staat aufzubauen. Damit geriet er in den Gegensatz zur nomadisch geprägten Steppenkultur der Kasachen.
1447 ging Abu'l-Chair gegen den Timuriden Ulug Beg vor, erreichte die Herrschaft über das Syrdarja-Gebiet und eroberte Samarkand. Auch in die folgenden Thronstreitigkeiten bei den Timuriden griff er mehr als einmal ein und begünstigte beispielsweise 1451 Abu Said.
1456 spalteten sich Boraqs Söhne Kerei und Janibek vom Usbeken-Khanat ab, nachdem Abu'l-Chair eine schwere Niederlage gegen die westmongolischen Dschungaren erlitten hatte. Die abtrünnigen Prinzen unterstellten sich zunächst dem Schutz der letzten bedeutenden Tschagatai-Khane Esen Bugha und Yunus. Sie versammelten schrittweise all jene, die ungebunden bleiben wollten und erneuerten das Kasachenreich.
1467 löste sich das Khanat Sibir unter Ibaq – gleichfalls ein Schaibanide – von seinem usbekischen Oberherren.
1468 wurde Abu'l-Chair von den zurückkehrenden Kasachen nach einer Niederlage nördlich des Syrdarja getötet. Danach war sein Khanat am Ende: Abu'l-Chairs Stämme spalteten sich unter den überlebenden Söhnen und anderen Verwandten auf; es entstanden sogenannte Apanagen (Teilherrschaften). Andere Stämme gingen zu den Kasachen über. Die Apanagen der Söhne Budaq und Baruj hatten keinen langen Bestand,  beide wurden bald von Yunus, dem Tschagatai-Khan, beseitigt.

## Das Khanat unter Muhammed Schaibani
Muhammad Schaibani war der Sohn von Budaq und Enkel Abu’l-Chairs. Er und seine Gefolgsleute, die den Namen Usbeken beibehielten, ließen sich südlich des Syrdarja nieder. Dort assimilierten sie sich – ganz im Gegensatz zu den späteren Kasachen – stärker mit den dort schon ansässigen tschagataisprachlichen türkischen und iranischen Volksgruppen.
Schaibani, vormals Flüchtling und Söldnerführer, konnte im letzten Jahrzehnt des 15. Jahrhunderts die Usbeken erneut vereinigen. Er eroberte um 1500/01 von den Timuriden die Städte Buchara und Samarkand und besetzte Transoxanien. 1503 schlug Schaibani seine früheren Feudalherren, die Söhne von Yunus Khan, im Ferghanatal und nahm sie gefangen. 1505 eroberten die Usbeken Choresmien (das sie 1510 wieder aufgeben mussten) und 1507 besetzte Schaibani nach dem Tod des Timuriden Husain Baiqara die Stadt Herat.
Schaibanis langer Siegeszug fand 1510 ein blutiges Ende: Er wurde vom Perserschah Ismael I. bei Merw gestellt und in der folgenden Schlacht getötet.

## Das Khanat Buchara

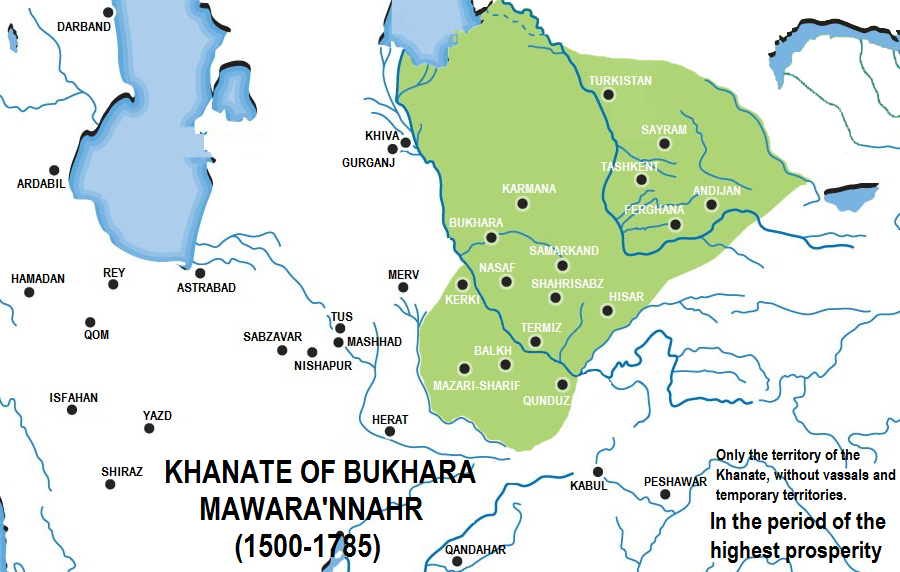
Karte (in Englisch) mit dem Khanat Buchara zur Zeit seiner größten Ausdehnung

Jagdszene, Mittelasien, Mitte des 16. Jh.

Zum Zeitpunkt von Muhammad Schaibanis Tod 1510 regierte in Buchara Ubaidullah b. Mahmud, sein Neffe, als Sultan.
Der Timuride Babur rückte 1511/12 mit persischer Hilfe nach Buchara und Samarqand vor, wurde jedoch zurückgeschlagen.
Muhammad Schaibanis Neffe Ubaidullah b. Mahmud, Statthalter von Buchara und Khan 1533 bis 1539, führte den Krieg gegen den Iran fort. Es gelang ihm jedoch nicht, Schah Tahmasp zu besiegen. 1538 versuchte er erfolglos das Khanat Chiwa zu erobern. Die Regierungszeit von Abdullah (II.) 1583 bis 1598 brachte Ruhe und Wohlstand, doch zu ihrem Ende kam es zu Kriegen und ungefähr 1598 griffen die Kasachen Buchara an.
Mit dem Tod von Abdullahs Sohn und Vetter wechselte die Dynastie 1598/99 zu den aus dem Khanat Astrachan stammenden Dschaniden-Dynastie (1599–1785).
Imam Quli Khan (reg. 1610–1640/2) förderte vor allem den Bau von Moscheen und Medresen. Als er sein Augenlicht verlor, ernannte er seinen Bruder Nadir Muhammed (1640/2–1645, abgesetzt) zum Nachfolger. Der weltlich gesinnte Nadir Muhammed, vorher Statthalter von Balch, musste den Thron alsbald zugunsten seines Sohnes Abd al-Aziz (reg. 1645–1678) räumen und floh zum persischen Schah.
Unter Abd al-Aziz und seinem Bruder Subhan Quli Khan (reg. 1678/80–1702) kam es zu einer letzten, bescheideneren Glanzzeit des Landes. Um 1700 entglitt den Khanen die Macht über das Ferghanatal. Schah-Rukh ergriff die Gelegenheit und begründete 1710 das unabhängige Khanat Kokand.
Um 1723 flüchteten große Gruppen von Kasachen vor den Dschungaren nach Buchara und Samarkand.
Im Juli/September 1740 besiegten die Perser unter Nadir Schah den Khan Abu'l Faiz und zog als Sieger in Buchara ein. Abu'l Faiz wurde ein Vasall Persiens. Etwa 1747 wurde Abu'l Faiz von seinem Regenten Muhammad Rahim Bi ermordet. Muhammad Rahim, Führer des Mangiten-Clans und abhängig vom persischen Herrscher Nadir Schah, bestieg 1753 selbst den Thron, führte anstelle „Khan“ den neuen Titel „Emir“ ein, und regierte bis 1758. Damit waren die Dschaniden entmachtet, und unter Abu'l Ghazi (reg. 1758–85, abgesetzt) regierten bereits die Mangiten das Land. 
Einer von Muhammad Rahims Verwandten, Ma'sum Schah Murad († 1799), wurde der Schwiegersohn Abu'l Ghazis und bestieg 1785 selbst den Thron, nachdem er die Dschaniden endgültig abgesetzt hatte und den offiziellen Übergang zum Emirat Buchara vollzog. Seine Dynastie hielt sich bis 1920.

## Das Khanat Chiwa

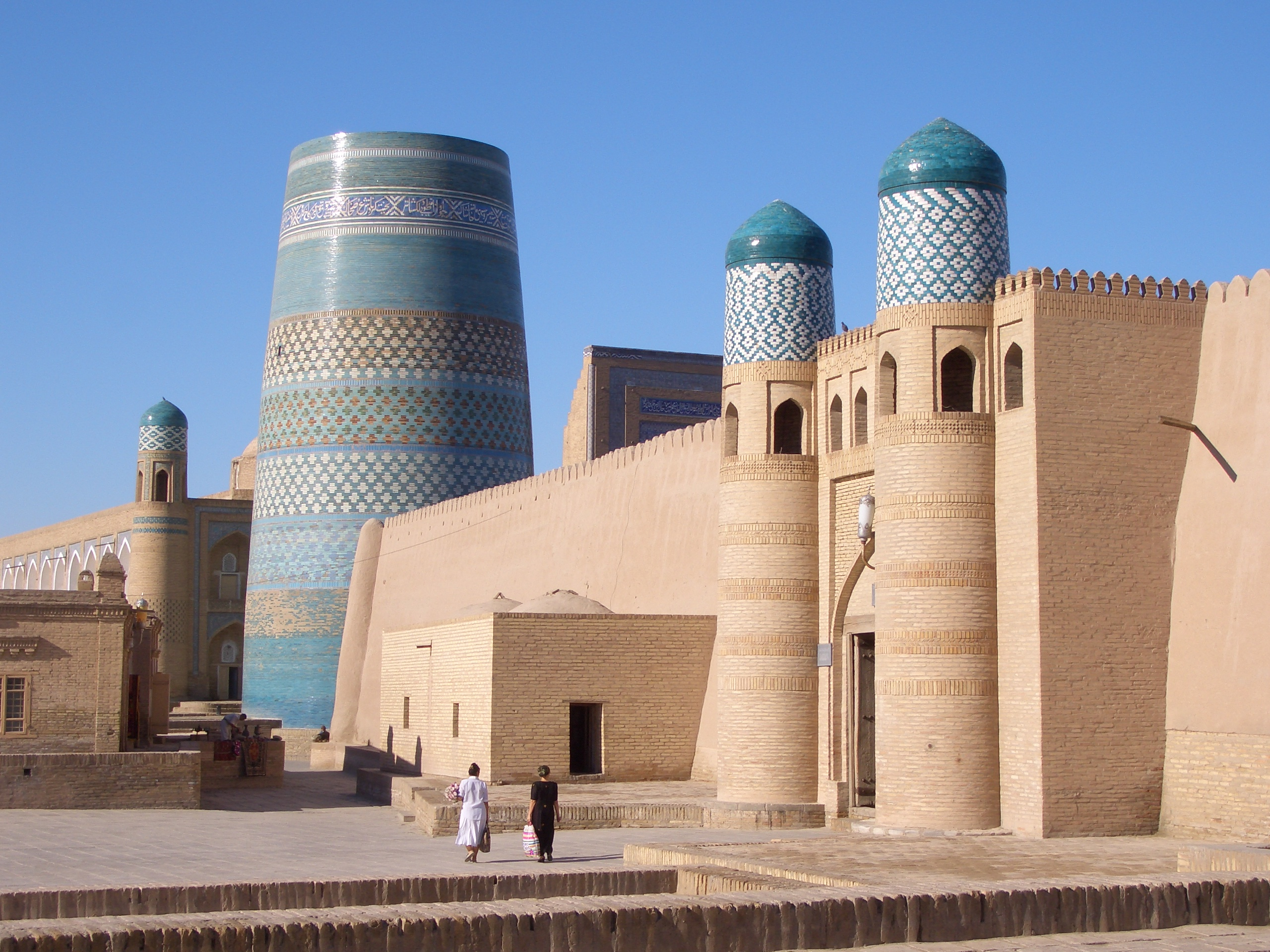
Kalta Minor in der Altstadt von Chiwa

Ilbars Khan (reg. 1512–25) hatte 1512 in Choresm (mit den Städten Urgentsch und Chiwa) die Perser in dieser Region entmachtet. In der Folgezeit rief er in Chiwa das unabhängige Khanat aus und begründete damit eine neue Dynastie (die der Arabschahiden). Dieses Khanat entwickelte sich zum Konkurrenten des Usbeken-Khanates und rang mit diesem um weite Teile Zentralasiens, die nicht im Bündnis mit dem Usbeken-Khanat standen. Ibars selbst war zwar ein Schaibanide, stammte aber aus einem anderen Zweig der Familie, der sich im späten 14. Jahrhundert von den Vorfahren der Khane Bucharas trennte.
Hajji Muhammad (reg. 1558–1602) musste sich beispielsweise 1594/96 mit Abdullah II. auseinandersetzen. Sein Nachfolger Arab Muhammad (reg. 1603–1621) wies einen ersten russischen Vorstoß auf Urgentsch zurück. Er erlitt jedoch um 1613 eine Niederlage gegen die Kalmücken und musste um 1620 die Hauptstadt von Urgentsch nach Chiwa verlagern. Die Regierung war ähnlich orthodox wie die in Buchara. Aber immerhin betätigte sich der Khan Abu’l Ghazi Bahadur (reg. 1643–1663) als Dichter und Geschichtsschreiber, ihm verdankt man wichtige Hinweise über die Herkunft der Schaibaniden. Abu'l Ghazi schlug auch 1648 und 1652/3 zwei Angriffe der Kalmücken erfolgreich zurück und zog 1661 gegen Abd al-Aziz (reg. 1645–1678) bis Buchara.
Im 18. Jahrhundert schwand auch hier die Macht der Khane, 1740 eroberte Nadir Schah die Festung von Khanka, zog in Chiwa ein und ließ den Khan Ilbars II. hinrichten. Im Jahr 1804 wechselte dann die Dynastie und 1873 wurde Chiwa zum russischen Protektorat gemacht.

## Das Khanat Kokand
Das Khanat Kokand wurde 1710 von einem (angeblichen?) Schaibaniden namens Shah-Rukh gegründet und hielt sich bis 1876. Nach der Vernichtung des mächtigen Dschungarenreiches durch die Qing-Dynastie war auch der Kokander Khan Erdeni gezwungen, eine formelle chinesische Oberhoheit anzuerkennen (1758). Diese Oberhoheit bestand auch für den Rest des Jahrhunderts.
Im 19. Jahrhundert konnten die Khane Alim, Muhammad Umar (reg. 1809–22) und Muhammad Ali (reg. 1822–40) auch Taschkent und andere Städte besetzen und einige Stämme der Kasachen bis hin zum Balchaschsee zur Anerkennung der Kokander Oberhoheit zwingen. Aber der Erfolg war nur scheinbar: Andauernde innere Konflikte brachen um 1840 auf und der Emir von Buchara rüstete mit Hilfe ausländischer Berater eine halbwegs moderne Armee auf, mit der sich in die inneren Verhältnisse des Khanats einmischte (u. a. 1840/2, 1863), kurz bevor Buchara selbst dem russischen Angriff 1865/68 zum Opfer fiel. 1868 wurde das Khanat Kokand dann ein Vasall des Zarenreiches und 1876 schließlich von den Russen annektiert.

## Fürstenliste
Im Interesse einer knappen Darstellung werden die Nebenlinien und das Emirat Buchara nicht aufgelistet.
Die Schaibaniden:
- Abu'l-Chair, ca. 1428–1468
- Budaq und Baruj Oglan (Söhne Abu'l-Chairs), ca. 1468/72
- vakant
- Muhammad Schaibani (Sohn Budaqs und Enkel Abu'l-Chairs), ca. 1488–1510
- Kütschküntschi (Sohn Abu'l-Chairs und Onkel Muhammed Schaibanis), 1510–1530 Oberherrscher
- Abu Sa'id (Sohn Kütschküntschis), 1530–1533 Oberherrscher
- Ubaidullah b. Mahmud (Neffe Muhammad Schaibanis), 1533–39 Oberherrscher (seit 1510 in Buchara)
- Abdullah I. (Sohn Kütschküntschis und Vetter Muhammad Schaibanis), 1540 Oberherrscher
- Abd'ul Latif (Sohn Kütschküntschis und Vetter Muhammad Schaibanis), 1540–1551 Oberherrscher
- Nawruz Ahmed (Sohn von Sayarj Khwaja und Enkel Abul Chairs), 1551–56 Oberherrscher
- Pir Muhammad I. (Sohn Janibeks, Enkel v. Khaja Muhammed und Urenkel Abu'l-Chairs), 1556–1561 Oberherrscher
- Iskandar (Sohn Janibeks und Bruder v. Pir Muhammad I.), 1561–1583 Oberherrscher
- Abu'l Gazi Abd Allah II. b. Iskandar (Sohn Iskandars), 1557–1598 Oberherrscher
- Abd al-Mumin (Sohn von Abd Allah II. b. Iskandar), 1598,
- Pir Muhammed b. Sulayman (Neffe von Iskandar und Vetter von Abd Allah II. b. Iskandar), 1598/99

Die Dschaniden, auch Astrakhaniden genannt:
- Jani Muhammed (Sohn Yar Muhammeds, eines geflüchteten Prinzen aus Astrachan, und Schwiegersohn von Iskandar), verzichtete 1599
- Din Muhammad 1599
- Baki Muhammad 1599–1605
- Wali Muhammad 1605–1610
- Imam Quli Khan 1610–1640/2, abgedankt
- Nadir Muhammed 1640/2–1645, abgesetzt
- Abd al-Aziz 1645–1678, abgedankt
- Subhan Quli 1678–80 und 1680–1702
- Ubaidullah 1702–1707 († 1717)
- Abu'l Faiz 1707–1747
- Abu'l Ghazi 1758–1785 (De-facto-Regenten: die Emire der Manghit-Dynastie)

## Belege
1. ↑  Die Machtkämpfe unter den Tataren des 14. und 15. Jahrhunderts sind oft sehr widersprüchlich überliefert. Der Khan Ulugh Muhammed (reg. 1419–24 und 1427–1438, † 1445) soll Boraq ebenfalls besiegt und getötet haben.
2. ↑  Jürgen Paul: Zentralasien. 2012, S. 279f
3. ↑  Marion Linska, Andrea Handl und Gabriele Rasuly-Paleczek, S. 67
4. ↑  Jürgen Paul: Zentralasien. 2012, S. 356.